# Johannes Schultz (compositor)
Johannes Schultz   (Lüneburg, 26 de juny de 1582 - Dannenberg (Elbe), 16 de febrer de 1653) fou un compositor alemany, també conegut per Schultetus.
Va ser un dels millors organistes i contrapuntistes del seu temps. Publica les col·leccions titulades 40 neue auserlesene schöne Intraden und Gagliarden mit 4 Stimemm (1612);  Musikalische Jugendlust, motets (1627), i Thesaurus musicus, continents Cantiones sacres, Epithalania, a 8 veus (1645), i Musikalische Neujahrswünsche (1645).